# Johan Gijsbert van Houten
Johan Gijsbert van Houten (Kruiningen, 17 augustus 1895 - Bad Neuenahr-Ahrweiler (Rijnland-Palts, Duitsland), 3 juli 1986) was burgemeester namens de Nationaal-Socialistische Beweging (NSB) in Oostvoorne, Brielle, Gorinchem (waarnemend) en Dordrecht.

## Biografie
Van Houten werd geboren in Hansweert, een dorpje vlakbij Kruiningen in Zeeland. Hij heeft de Koloniale Landbouwschool in Deventer gevolgd. Hierna ging hij naar Nederlands-Indië. Hij keerde na vier jaar terug. Als lid van de cacaofamilie van Houten werd hij directeur van de Hollandsche Cacaofabriek in het toenmalig Duitse Dantzig (nu: het Poolse Gdánsk). Hij trouwde in 1923 in Bremen met Anna Otilli Martha Dora Baronesse von Lüdinghausen genannt Wolff. In 1924 werd zoon Bruns geboren. Van Houten kocht in 1928 een fruitbedrijf in Rhoon (nabij Rotterdam) en het gezin vestigde zich in Nederland. Als uitvloeisel van een carrière binnen de NSB (1935-1945), werd hij vanaf 1940 burgemeester in diverse plaatsen. Het burgemeesterschap in Dordrecht (1943-1945) was daarbij de belangrijkste post. Na zijn burgemeesterschappen werd hij veroordeeld en werd hij tussen 1945 en 1948 gevangen gehouden. Zijn vrouw werd ook veroordeeld en zoon Bruns sneuvelde in 1944. 

## Ontwikkeling van nationaalsocialistische ideeën
In Nederlands-Indië kwam hij in contact met zeer rechtse Nederlanders. In Dantzig discussieerde hij met de nationalistisch ingestelde anti-bolsjewieken. Hij raakte ervan overtuigd, dat alleen er alleen met rechte ruggen het Russische, communistische gevaar kon worden weerstaan. Hieronder werd dan een ondemocratisch, nationalistisch leiderschapsdenken verstaan. Eenmaal terug in Nederland zocht hij contact met Anton Mussert en vanaf 1935 kan van Houten als fanatiek NSB'er worden gezien, zowel in gedachten als functievervulling. Hij behoorde tot het NSB-kader. Van 1943 tot 1945 was hij tevens lid van de SS. Nadat van Houten was vrijgelaten bleef hij verkeren in kringen van oud-NSB'ers en SS'ers.  

## Belangrijke relaties
Meer nog dan met Mussert was er zeer informeel contact tussen het gezin van van Houten en Florrie en Meinoud Rost van Tonningen. Dit contact was voor zijn carrière zeer belangrijk.
Ook waren er belangrijke contacten met:
- Ernst August Schwebel, Beauftragte Seyss-Inquart (provincie Zuidholland).
- Henk Feldmeijer, betrokken bij de NSB en de Nederlandse SS, lid van de SS Panzer Division Wiking Brigade en vanaf 1943 leider van het Sonderkommando Feldmeijer (met als taak represailles n.a.v. verzetsdaden uit te voeren).
- Harm Höltke, NSB-burgemeester van Gorinchem (volgde van Houten op).

## Functievervulling tot 1943
Als lid van het NSB-kader was hij kringleider voor de Zuid-Hollandse eilanden. Hij was onder meer verantwoordelijk voor het leiderschap, de financiën en de propaganda.
In april 1942 werd bekend dat hij burgemeester van Oostvoorne zou worden en vanaf augustus 1942 tot 1943 was hij tevens burgemeester van Brielle. In Oostvoorne volgde van Voorst van Beest op en in Brielle J.A. Colette. 
Met name gedurende deze jaren getuigde hij van machtswellust. Hij stelde 'kliklijsten' op van onbetrouwbare burgemeesters en de Ordnungspolizei werd ingeschakeld bij anti-NSB personeelsleden. Er werd gedreigd met deportatie. Hij stelde lijsten op van notabelen, die gearresteerd/in gijzeling genomen konden worden bij eventuele geallieerde activiteiten.

## Opmaat burgemeesterschap van Dordrecht
Van Houten beklaagde zich bij Rost van Tonningen over zijn burgemeesterschap van Oostvoorne en Brielle: hij vond die functies beneden zijn waardigheid. Hij vond gehoor en na een korte waarneming in Gorinchem (vanwege het ontslag van Ridder van Rappard) werd hij in juli 1943 aangesteld als burgemeester van Dordrecht. 
Van Houten volgde Jacob Bleeker op, die afgezet werd omdat hij geweigerd had om de bezetter lijsten te geven van personen die voor tewerkstelling in Duitsland in aanmerking zouden komen. 

## Eerste werkdagen in Dordrecht
De ontvangst op 31 juli 1943 in Dordrecht gebeurde op uiterst koele wijze. Op NSB-organisaties na waren er weinig burgers om hem te begroeten. De wethouders weigerden de installatie bij te wonen, waardoor hij zelf de burgemeestersketting moest omhangen. Er werd geen welkomsttoespraak gehouden. De eerste vergadering van het College van B&W liep op een ruzie uit, waarbij de wethouders duidelijk maakten zijn gezag niet te erkennen. 

## Repressie
In de eerste maanden van zijn Dordtse burgemeesterschap werd hij geconfronteerd met anti-NSB-activiteiten, zoals het ingooien van ramen. Hij wilde 'bewakingsploegen' als een soort schutterij instellen. Er was weinig belangstelling voor. Half oktober stelde hij 'dienstplicht' in om de huizen van NSB'ers te beschermen. 

## Houding ten opzichte van Jodenvervolging, verzet en onderduiken
De grote razzia's onder de Joodse inwoners hadden al onder zijn voorganger plaatsgevonden. In zijn jaren ging het alleen om het oprollen van onderduiksituaties. Daar had van Houten geen invloed op. Of van Houten sterk antisemitisch was, is niet helemaal duidelijk. 
Wat betreft het onderduiken voor de Arbeitseinsatz bestaan zijn er gedocumenteerde aanwijzingen, dat hij kennis over verblijfplaatsen van onderduikers verzweeg, en dat hij bepaalde ambtenaren adviseerde onder te duiken. Hij was niet verantwoordelijk voor de razzia's ten behoeve van de Arbeitseinsatz. Wel is bekend, dat hij het wegvoeren van ambtenaren zoveel mogelijk trachtte tegen te gaan. Aan de andere kant deed hij niets voor de andere burgers en werkte hij mee aan het bevorderen van een positief beeld over het werken in Duitsland.
Het verzet pleegde een aantal grote aanslagen, te weten de bevrijding van koerierster Lenie Dicke en een aanslag op een lokale leider van de Gestapo. Deze bevrijding slaagde, maar er werd een Duitse bewaker gedood. De aanslag op de lokale Gestapoleider mislukte. Beide acties zouden tot ernstige represailles hebben moeten leiden, met name fusillades door een 'Sonderkommando'. Op het in brand steken van het huis van familie Dicke na, was er geen sprake van represailles. Aan te nemen is dat van Houten dat heeft voorkomen door zijn contacten met het hogere officiersniveau van de bezettingsmacht.   

## SS-activiteiten
Van Houten was van 1943 tot 1945 lid van de SS, maar dit lidmaatschap werd hem ontnomen, omdat hij niet toestond dat de gaarkeuken gebruikt werd door anderen dan de inwoners.
Zoon Bruns van Houten had zich als vrijwilliger gemeld bij de SS Wiking Brigade. De Wikingbrigade bestond uit vrijwilligers en was berucht om wreedheid en fanatisme. Zo werden Joodse dorpsbewoners in Oost-Europa zonder pardon geëxecuteerd. Bruns sneuvelde op 5 januari 1945 bij de Slag Om Boedapest. De gang van zaken van deze divisie is weergegeven in de tv-serie 'De Stamhouder'.  

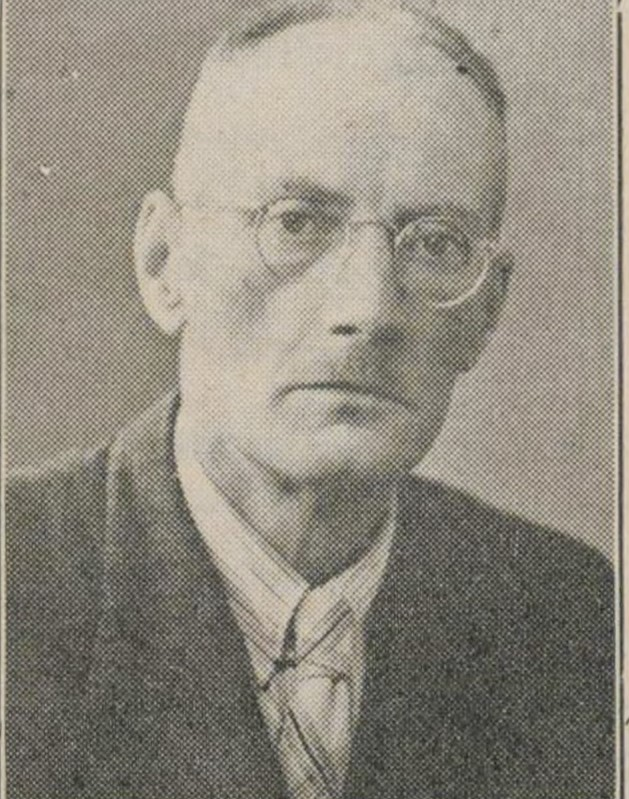
Johan Gijsbert van Houten
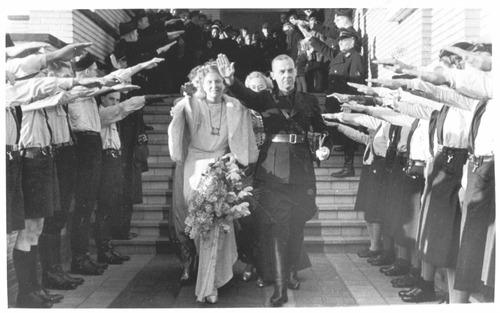
Meinoud Rost van Tonningen
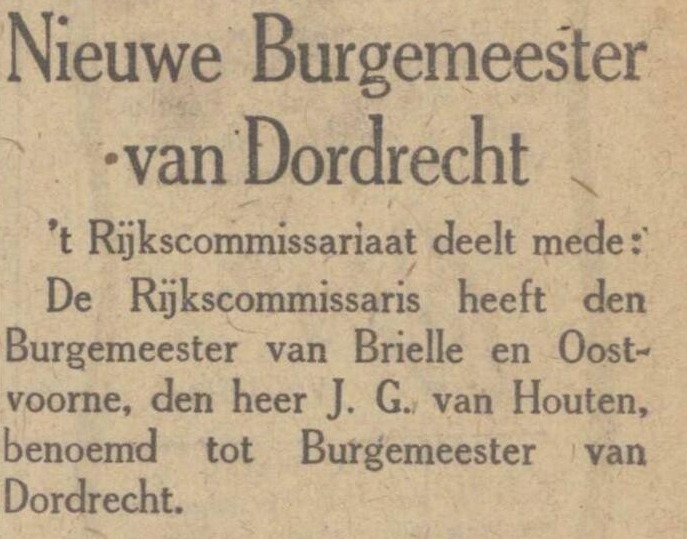
Installatie in Dordrecht
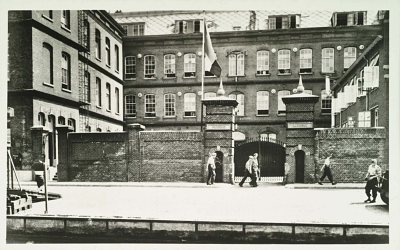
De Bethienkazerne (gevangenis)

## Van Dolle Dinsdag naar het einde van het burgemeesterschap
Ook in Dordrecht werd op Dolle Dinsdag (5 september 1944) met name in de ochtend al hier en daar met rood-wit-blauw gevlagd. In de middag werd het duidelijk, dat er helemaal geen sprake was van bevrijding. De burgemeester was op zijn post gebleven, maar zijn vrouw vluchtte naar het landgoed van de familie in Saksen. Vanwege het standvastige burgemeesterschap ontving hij van Adolf Hitler op 13 oktober 1944 'das Kriegsverdienstkreuz 2.Klasse mit Schwertern'. 
Toch was de burgemeester zich ervan bewust dat de bezetting snel afgelopen zou zijn. Hij besefte dat hij veroordeeld zou worden. Hij was aanwezig bij vergaderingen over het verspreiden van het nationaalsocialistische gedachtegoed na het vertrek van de Duitsers.
Begin april was hij dermate bewust van zijn lot, dat hij wethouder van Tilburg de bevoegdheid gaf zijn zaken te behartigen.
Op 8 mei 1945 werd hij ontslagen. Hij werd opgevolgd door de indertijd ontslagen burgemeester Bleeker.

## Arrestatie, veroordeling en gevangenisstraf
Na huisarrest op 10 mei, volgde arrestatie op 14 mei. Hierna volgde een traject van internering, proces, veroordeling en gevangenschap. Bij het proces zei hij dat hij geen weet had van concentratiekampen, dat de praktijk in Duitsland anders bleek te zijn dan de nationaalsocialisten deden geloven, dat hij nu van mening was dat het Leiderschapsdenken fout was, en dat hij geen antisemiet was, dus ook niet voor vervolging was. Op 12 februari 1947 volgde de uitspraak. Hem werden met name de NSB-jaren op de Zuid-Hollandse eilanden kwalijk genomen. Naar het oordeel van de rechters dienden zijn activiteiten in Dordrecht meestal het belang van de inwoners. Hij werd veroordeeld tot gevangenisstraf en verbeurdverklaring van zijn helft van de bezittingen. Hij heeft o.m. gevangen gezeten in het 'Oranjehotel', in Fort Erfprins (Den Helder) en in een werkkamp ten behoeve van ontginning. Op 14 mei 1948 werd hij ontslagen uit de gevangenis.
Zijn vrouw werd ook veroordeeld, maar vanwege psychiatrische ziektebeelden eerder in vrijheid gesteld.

## NSB en SS-verheerlijking en de BVD
De ex-burgemeester bleef na zijn vrijlating aanhanger van fascistisch gedachtegoed. Hij was penningmeester van de 'Stichting Oud-politieke Deliquenten' (NSB'ers en SS'ers). Deze stichting werd verboden. Heroprichting vond plaats onder de naam HINAG ('Stichting Hulp aan Invalide Oud-Oostfrontstrijders, Nabestaanden, Politieke Gevangenen en anderen'). Naast hulpverlening was deze stichting een dekmantel voor het verheerlijken en verspreiden van fascistisch gedachtegoed. Om deze reden werd het doen en laten van van Houten gevolgd door de BVD, die hem tot 1963 bleef volgen. 

## Overlijden
Hij verhuisde in 1985 van Den Haag naar Remagen en in 1986 van Remagen naar Neuenahr-Ahrweiler, alwaar hij een paar maanden later op 91-jarige leeftijd overleed. Zijn vrouw was al eerder overleden.